# Sala Sporturilor Traian
Sala Sporturilor Traian ("Traian Sportshal") er en multiarena i Râmnicu Vâlcea, Rumænien med plads til 3.200 tilskuere. Hallen blev renoveret i 2011 og benyttes af håndboldholdet SCM Râmnicu Vâlcea.